# Андрій-Людвиг Конраді
Андрій-Людвіг Володимирович Конраді (нар. 29 листопада 1853 р., маєток Алмачік Сімферопольського повіту Таврійської губернії — 27 серпня 1898 р., Севастополь) — російський інженер-гідротехнік. Фахівець з водопроводу. За його проектами також були побудовані водопроводи у Владикавказі та Севастополі, винні погреби в Масандрі, ряд приватних водосховищ в Криму. Брав участь у побудові Стіни Конраді.

## З біографії
Андрій-Людвиг Конраді — син інженера-полковника і онук відомого доктора Федора Петровича Конраді. Закінчив Сімферопольську гімназію. Навчався в Гірничому інституті (С.-Петербург). Учасник російсько-турецької війни 1877–1878 років. Нагороджений за бойові заслуги орденом, а після війни був зарахований до Гірського відомства і відряджений на Сакський соляний промисел, поблизу Євпаторії, для технічних робіт. Працював в Криму і на Кавказі. Жив у Севастополі, П'ятигорську і в Тифлісі.
За проектом Конраді був побудований відомий Юцкій водопровід (1888–1890 роки) для П'ятигорська, діючий понині. У Желєзноводську як підрядник побудував за проектом архітектора П. Ю. Сюзора Островські ванни (1891–1894 роки), для яких розробив проект технічного обладнання. Їм же був споруджений Лермонтовський водопровід (1893–1895 роки) для Кисловодська.
За роботи на Кавказьких мінеральних водах Конраді був нагороджений орденом Святої Анни 3-го ступеня.